# Lauri Malmberg
Kaarlo Lauri Torvald Malmberg, finski general, * 8. maj 1888, † 14. marec 1948.